# マルセロ・リオス
マルセロ・アンドレス・リオス・マヨルガ（Marcelo Andrés Ríos Mayorga、1975年12月26日 - ）は、チリ・サンティアゴ・デ・チレ出身の男子プロテニス選手。左利き。ATPツアーでシングルス18勝、ダブルス1勝を挙げた。
1998年全豪オープン男子シングルス準優勝者。1998年グランドスラムカップ優勝者。マスターズシリーズ優勝5回。1998年に世界ランキング1位。初のマスターズクレーコート3大会優勝者。オープン化以降唯一のグランドスラム優勝経験無しの世界ランキング1位在位者。

## 選手経歴
11歳からテニスを始める。1993年全米オープンジュニアシングルスで優勝し1994年にプロ転向。1994年全仏オープンで4大大会に初出場した。
1998年全豪オープンで初の4大大会決勝に進出したが、ペトル・コルダに2-6, 2-6, 2-6のストレートで完敗し、チリ人男子テニス選手としての4大大会シングルス優勝を逃した。同年の3月末にマイアミ・マスターズ決勝戦でアンドレ・アガシを破って優勝、南米の男子テニス選手として初の世界ランキング1位になる。この快挙により、リオスはピート・サンプラスの世界1位連続保持記録を「102週」で止めた。しかし彼はその位置を6週しか保持できなかった。ATPの歴代シングルス1位選手26人の中で1度も4大大会で優勝出来なかったのはリオス1人だけである。
2000年シドニー五輪に出場したが、シングルスとニコラス・マスーと組んだダブルスの双方とも1回戦で敗退している。
2002年全豪オープンではノーシードからベスト8に進出した。その後は4大大会で目立った活躍がなく、2004年7月に現役引退を表明した。
リオスは長髪を束ねた風貌が印象的で、試合中に怒りやすいタイプの選手であった。しかし南米の男子テニス界を盛り上げた存在感は大きく、ブラジルのグスタボ・クエルテンと並んで“南米の2巨頭”と呼ばれた。
リオスは30歳を迎えた2006年からATPチャンピオンズツアーに参戦。ジョン・マッケンローら往年の名選手達と世界各地で試合を行っている。

## ATPツアー決勝進出結果

### シングルス: 31回 (18勝13敗)
| 大会グレード                                  |
| グランドスラム (0-1)                          |
| テニス・マスターズ・カップ (0-0)              |
| グランドスラムカップ (1–0)                    |
| ATPマスターズシリーズ (5-2)                   |
| ATPインターナショナルシリーズ・ゴールド (2-1) |
| ATPインターナショナルシリーズ (10–9)          |

| サーフェス別タイトル |
| ハード (7–6)         |
| クレー (9-7)         |
| 芝 (0-0)             |
| カーペット (2-0)     |

| 結果   | No. | 決勝日         | 大会                 | サーフェス        | 対戦相手                     | スコア                            |
| ------ | --- | -------------- | -------------------- | ----------------- | ---------------------------- | --------------------------------- |
| 優勝   | 1.  | 1995年5月28日  | ボローニャ           | クレー            | マルセロ・フィリピーニ       | 6-2, 6-4                          |
| 優勝   | 2.  | 1995年7月30日  | アムステルダム       | クレー            | ヤン・シーメリンク           | 6-4, 7-5, 6-4                     |
| 優勝   | 3.  | 1995年10月9日  | クアラルンプール     | カーペット (室内) | マーク・フィリプーシス       | 7-6(8-6), 6-2                     |
| 準優勝 | 1.  | 1995年10月29日 | サンティアゴ         | クレー            | スラバ・ドセデル             | 6-7(3-7), 3-6                     |
| 準優勝 | 2.  | 1996年3月11日  | スコッツデール       | ハード            | ウェイン・フェレイラ         | 6-2, 3-6, 3-6                     |
| 準優勝 | 3.  | 1996年4月21日  | バルセロナ           | クレー            | トーマス・ムスター           | 3-6, 6-4, 4-6, 1-6                |
| 優勝   | 4.  | 1996年5月26日  | ザンクト・ペルテン   | クレー            | フェリックス・マンティーリャ | 6-2, 6-4                          |
| 準優勝 | 4.  | 1996年11月10日 | サンティアゴ         | クレー            | エルナン・グミ               | 4-6, 5-7                          |
| 準優勝 | 5.  | 1997年2月17日  | マルセイユ           | ハード (室内)     | トーマス・エンクビスト       | 4-6, 0-1, 途中棄権                |
| 優勝   | 5.  | 1997年4月28日  | モンテカルロ         | クレー            | アレックス・コレチャ         | 6-4, 6-3, 6-3                     |
| 準優勝 | 6.  | 1997年5月19日  | ローマ               | クレー            | アレックス・コレチャ         | 5-7, 5-7, 3-6                     |
| 準優勝 | 7.  | 1997年8月24日  | ボストン             | ハード            | チャン・シャルケン           | 5-7, 3-6                          |
| 準優勝 | 8.  | 1997年11月9日  | サンティアゴ         | クレー            | フリアン・アロンソ           | 2-6, 1-6                          |
| 優勝   | 6.  | 1998年1月18日  | オークランド         | ハード            | リチャード・フロムバーグ     | 4-6, 6-4, 7-6(7-3)                |
| 準優勝 | 9.  | 1998年2月1日   | 全豪オープン         | ハード            | ペトル・コルダ               | 2-6, 2-6, 2-6                     |
| 優勝   | 7.  | 1998年3月16日  | インディアンウェルズ | ハード            | グレグ・ルーゼドスキー       | 6-3, 6-7(15-17), 7-6(7-4), 6-4    |
| 優勝   | 8.  | 1998年3月29日  | マイアミ             | ハード            | アンドレ・アガシ             | 7-5, 6-3, 6-4                     |
| 優勝   | 9.  | 1998年5月17日  | ローマ               | クレー            | アルベルト・コスタ           | 不戦勝                            |
| 優勝   | 10. | 1998年5月24日  | ザンクト・ペルテン   | クレー            | ヴィンセント・スペーディア   | 6-2, 6-0                          |
| 優勝   | 11. | 1998年10月5日  | ミュンヘン           | ハード (室内)     | アンドレ・アガシ             | 6-4, 2-6, 7-6(7-1), 5-7, 6-3      |
| 優勝   | 12. | 1998年10月18日 | シンガポール         | カーペット (室内) | マーク・ウッドフォード       | 6-4, 6-2                          |
| 準優勝 | 10. | 1999年4月25日  | モンテカルロ         | クレー            | グスタボ・クエルテン         | 4-6, 1-2, 途中棄権                |
| 優勝   | 13. | 1999年5月10日  | ハンブルク           | クレー            | マリアノ・サバレタ           | 6-7(5-7), 7-5, 5-7, 7-6(7-5), 6-2 |
| 優勝   | 14. | 1999年5月23日  | ザンクト・ペルテン   | クレー            | マリアノ・サバレタ           | 4-4, 途中棄権                     |
| 準優勝 | 11. | 1999年10月10日 | 上海                 | ハード            | マグヌス・ノーマン           | 6-2, 3-6, 5-7                     |
| 優勝   | 15. | 1999年10月17日 | シンガポール         | ハード (室内)     | ミカエル・ティルストロム     | 6-2, 7-6(7-5)                     |
| 優勝   | 16. | 2000年7月23日  | ウマグ               | クレー            | マリアノ・プエルタ           | 7-6(7-1), 4-6, 6-3                |
| 優勝   | 17. | 2001年1月7日   | ドーハ               | ハード            | ボフダン・ウリラッハ         | 6-3, 2-6, 6-3                     |
| 優勝   | 18. | 2001年9月30日  | 香港                 | ハード            | ライナー・シュットラー       | 7-6(7-3), 6-2                     |
| 準優勝 | 12. | 2002年10月27日 | ストックホルム       | ハード (室内)     | パラドーン・スリチャパン     | 7-6(7-2), 0-6, 3-6, 2-6           |
| 準優勝 | 13. | 2003年2月16日  | ビニャ・デル・マール | クレー            | ダビド・サンチェス           | 6-1, 3-6, 3-6                     |

### ダブルス: 2回 (1勝1敗)
| 結果   | No. | 決勝日        | 大会           | サーフェス | パートナー         | 対戦相手                                  | スコア        |
| ------ | --- | ------------- | -------------- | ---------- | ------------------ | ----------------------------------------- | ------------- |
| 優勝   | 1.  | 1995年7月30日 | アムステルダム | クレー     | チャン・シャルケン | ウェイン・アーサーズ ニール・ブロード     | 7-6, 6-2      |
| 準優勝 | 1.  | 2001年3月11日 | スコッツデール | ハード     | チャン・シャルケン | ドナルド・ジョンソン ジャレッド・パーマー | 6-7(3-7), 2-6 |

## 4大大会シングルス成績
略語の説明
| W | F | SF | QF | #R | RR | Q# | LQ | A | Z# | PO | G | S | B | NMS | P | NH |

W=優勝, F=準優勝, SF=ベスト4, QF=ベスト8, #R=#回戦敗退, RR=ラウンドロビン敗退, Q#=予選#回戦敗退, LQ=予選敗退, A=大会不参加, Z#=デビスカップ/BJKカップ地域ゾーン, PO=デビスカップ/BJKカッププレーオフ, G=オリンピック金メダル, S=オリンピック銀メダル, B=オリンピック銅メダル, NMS=マスターズシリーズから降格, P=開催延期, NH=開催なし.
| 大会           | 1994 | 1995 | 1996 | 1997 | 1998 | 1999 | 2000 | 2001 | 2002 | 2003 | 通算成績 |
| -------------- | ---- | ---- | ---- | ---- | ---- | ---- | ---- | ---- | ---- | ---- | -------- |
| 全豪オープン   | A    | A    | 1R   | QF   | F    | A    | A    | 1R   | QF   | A    | 14–5     |
| 全仏オープン   | 2R   | 2R   | 4R   | 4R   | QF   | QF   | 1R   | 2R   | A    | 1R   | 17–9     |
| ウィンブルドン | A    | 1R   | A    | 4R   | 1R   | A    | A    | A    | A    | A    | 3–3      |
| 全米オープン   | 2R   | 1R   | 2R   | QF   | 3R   | 4R   | 3R   | 3R   | 3R   | A    | 17–9     |